# Эрозия (медицина)

Схематическое изображение эрозии (слева), экскориации (в середине) и язвы (справа).

Эро́зия (лат. erosio, -onis f. «разъедание») — поверхностный дефект эпителия, не затрагивающий базальную мембрану и подлежащие слои, заживающий, в отличие от язвы, без образования рубца. Причинами эрозии могут быть механическое воздействие (ссадины кожи), дистрофические и воспалительные процессы в слизистой оболочке (например, эрозии желудка), раздражающее действие патологических выделений (эрозия шейки матки) и др. Со стороны кожи этот дефект может быть последствием пустул или везикул.

## Частные случаи
- Эрозия шейки матки
- Эрозия эмали зубов